# Schloss Scherneck (Untersiemau)

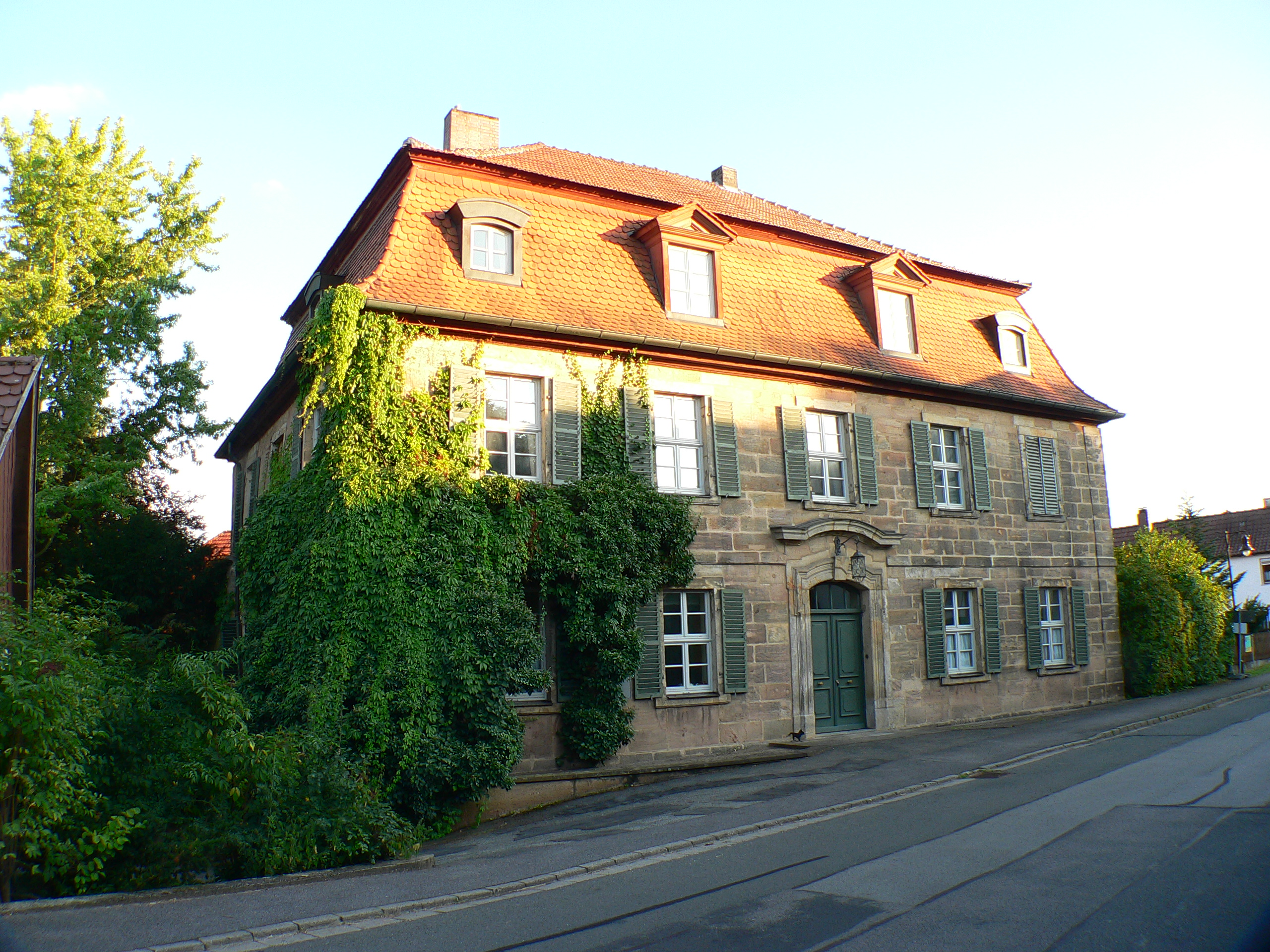
Schloss Scherneck

Das Schloss Scherneck steht in Scherneck, einem Ortsteil der oberfränkischen Gemeinde Untersiemau im Landkreis Coburg.

## Geografische Lage
Schloss Scherneck liegt etwa sieben Kilometer südlich von Coburg auf einem felsigen Hang an der Itz in 325 Metern Höhe in der Hauptstraße 2. Durch den Ort führt die Kreisstraße CO 25, die von Untersiemau nach Seßlach führt. Der Hauptort Untersiemau liegt etwa drei Kilometer östlich von Scherneck.

## Geschichte
In dem Ort Schernekke, wie Scherneck im Mittelalter genannt wurde, bestand spätestens Mitte des 14. Jahrhunderts ein adliger Ansitz in fürstlich-sächsischem Lehen, das im 16. Jahrhundert im Besitz der Herren von Burghausen aus Münnerstadt war. 1580 erwarb Philipp von Lichtenstein zu Wiesen das Anwesen. 1621 ging es an Wilhelm von Streitberg zu Ahorn über und 1645 schließlich an den in Coburg amtierenden Kanzler Johann Jacob Drach. Das Gut Scherneck wurde 1659 an Johann Christian Ameling, der Schloss- und Gutsherr in Meeder war, verkauft, dessen Kinder 1682 das Rittergut gleichzeitig mit dem Schloss Ziegelsdorf an den aus Österreich zugewanderten Baron Hans Heymerian Eusebius von Völlerndorff und Waradein veräußerten. Vier Jahre später starb der Baron. Seine Witwe verkaufte Schloss und Gut Scherneck 1700 an Georg Christoph von Merklin, der in Scheuerfeld ansässig war.
Dreizehnmal wechselten in den folgenden 200 Jahren die Besitzer des Gutes, unter denen sich die von Hendrich (1714–1773) aus Ahorn, die von Imhoff (1773–1800) von Schloss Hohenstein und die Familie Greiner (1800–1825) befanden. Von 1825 an übernahm Otto von Lichtenberg den Besitz. Er starb 1838 und die Lehensvormundschaft der minderjährigen Kinder wurde dem Schwager der Witwe, dem Hauptmann Otto von Steinau, der im Schloss Weißenbrunn vorm Wald lebte, übertragen. 
Nachdem im August 1847 der Älteste der Kinder durch Selbstmord ums Leben kam, ließen die Geschwister des toten Bruders 1859/1860 das ehemals ansehnliche Gut in zwei Versteigerungen in einzelnen Teilen veräußern. Das Schloss mit Nebengebäuden, Park und einigen Garten- und Wiesengrundstücken kam 1861 an Heinrich und Georg Gutgesell aus Scherneck. Nach deren Ableben erwarben 1908 Theodor und Emil Oswald das Schloss. Deren Nachkommen wurden die Besitzer des Anwesens.

## Beschreibung
Das Schloss, wie es sich seit dem letzten Viertel des 18. Jahrhunderts darstellt, ist ein schlichter Sandsteinquaderbau mit drei Stockwerken und Mansarddach. Der 100 bis 200 Jahre ältere Vorgängerbau wurde 1710 als todtbaufällig, also in der Bausubstanz nicht zu retten, bezeichnet. Den Neubau entwarf der Coburger Landschaftsdirektor Moritz Carl Freiherr von Imhoff, nachdem er 1773 das marode Herrenhaus gekauft hatte.
Einziger Schmuck des straßenseitig in fünf Fensterachsen gegliederten Baus ist das mittig angelegte Eingangsportal mit Rundbogen und einem geschwungenen Sims darüber. Aus dem Dach ragen an der Front- und Rückseite je vier Gauben, von denen die beiden mittleren mit hohen Satteldächern, die beiden äußeren mit niedrigeren Runddächern versehen sind.